# Auto de fe de Maní

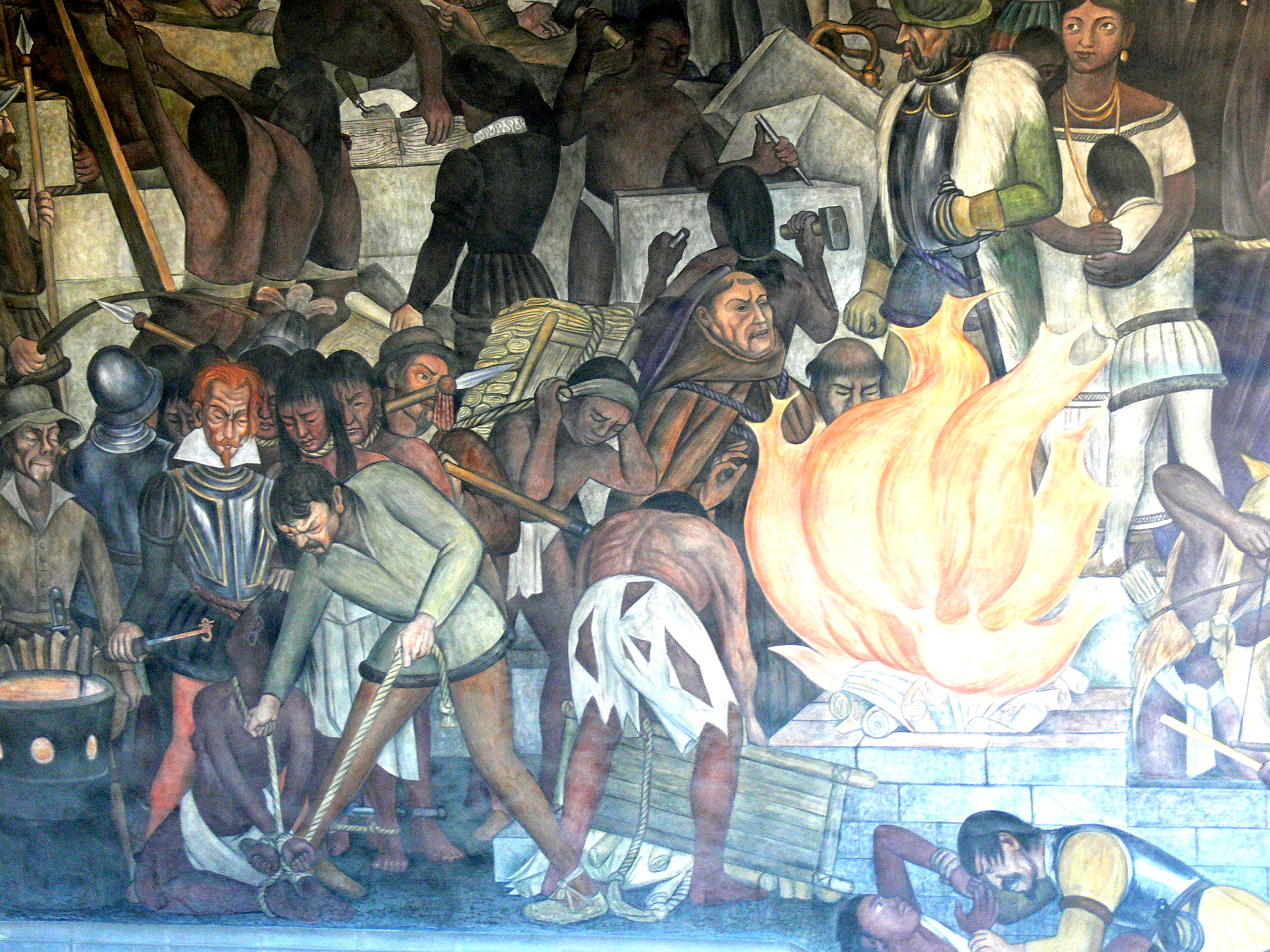
"Quema de literatura maya por la Iglesia católica" mural de Diego Rivera.

El auto de fe de Maní fue un suceso ocurrido en la localidad de Maní (Yucatán) el 12 de julio de 1562. Se trató de un auto de fe en el que fueron incinerados un número considerable de imágenes de culto, objetos sagrados y códices de la cultura maya. Fue la conclusión de un proceso inquisitorial iniciado por Diego de Landa —provincial primero de la provincia franciscana de Yucatán— con el apoyo del alcalde mayor contra los aborígenes que mantenían un adoratorio clandestino en la región.

## Relación de los hechos
Diego de Landa llegó a Yucatán en 1549, donde ocupó el puesto de ayudante del guardián provincial en Izamal. En 1562, Landa estableció un tribunal de la Inquisición en el poblado maya de Maní, con el propósito de poner fin a las prácticas religiosas de los mayas. De hecho, Landa sabía que a pesar de las campañas de cristianización emprendidas en la península, los indígenas seguían rindiendo culto a sus antiguas divinidades. Al establecer el tribunal en Maní, Landa comenzó a interrogar a los indígenas y a incautar sus objetos religiosos, lo que incluía no sólo imágenes sino los códices.
Antes del establecimiento del tribunal, en Maní se había tenido noticia de la crucifixión de un niño por parte de los indígenas, lo que de acuerdo con algunos especialistas es resultado del sincretismo religioso propio de las sociedades recién cristianizadas. Posteriormente, unos alumnos de la escuela llevaron al prior del convento la muestra de la realización de cultos paganos en las inmediaciones de Maní, de modo que Landa se vio obligado a actuar por la presión de las autoridades civiles de la región. Hay que señalar también que Maní gozaba de ciertos privilegios en la medida que se sometió voluntariamente al poder español. De esa forma las autoridades indígenas mantenían el control de la tierra y la ciudad, lo que no era visto con buenos ojos por Francisco de Montejo y otros españoles, que también se oponían a la protección de los franciscanos hacia los indígenas.